# Yamanaka Yukimori
Yamanaka Yukimori est un nom japonais traditionnel ; le nom de famille (ou le nom d'école), Yamanaka, précède donc le prénom (ou le nom d'artiste).
Yamanaka Yukimori (山中 幸盛, né le 20 septembre 1545 et décédé le 20 août 1578), aussi appelé « Yamanaka Shikanosuke » (山中 鹿の介) ou « Shikasuke » (鹿の介), est un samouraï de l'époque Sengoku de l'histoire du Japon. Il est au service du clan Amako de la province d'Izumo .
Il est traditionnellement représenté avec un croissant de lune sur le front de son casque mais il est en fait né sous une lune de récolte. L'ornement de croissant de lune qu'il porte sur son casque est un signe de bonne chance. 

## Biographie
Yukimori soutient la cause d'Amago Katsuhisa (1553-1578), en particulier au siège du château de Kōzuki. Il essaye même d'obtenir l'aide du clan Oda. Malheureusement, Oda Nobunaga ne l'utilise que pour permettre à ses troupes de s'engager plus profondément à l'intérieur des terres du clan Mōri. Akechi Mitsuhide et Hashiba Hideyoshi veulent lui envoyer des renforts, mais Nobunaga refuse. Aussi, ces deux généraux sont-ils contraints de se concentrer sur les sièges des châteaux des clans Mōri et Ukita plutôt que d'aider Yukimori.
Finalement, Yukimori se rend et son seigneur Katsuhisa se suicide. Kikkawa Motoharu le récompense avec un petit château situé à Suo. Alors qu'il se trouve sur le chemin du château, Yukimori est attaqué et tué par les soldats du clan Mōri.

## Source de la traduction
- (en) Cet article est partiellement ou en totalité issu de l’article de Wikipédia en anglais intitulé « Yamanaka Yukimori » (voir la liste des auteurs).